# Chorthippus acroleucus
Chorthippus acroleucus är en insektsart som först beskrevs av Müller, A. 1924.  Chorthippus acroleucus ingår i släktet Chorthippus och familjen gräshoppor. IUCN kategoriserar arten globalt som sårbar. Inga underarter finns listade i Catalogue of Life.